# NGC 7645
NGC 7645 (również PGC 71314) – galaktyka spiralna z poprzeczką (SBc), znajdująca się w gwiazdozbiorze Rzeźbiarza. Odkrył ją John Herschel 27 września 1834.
W galaktyce tej zaobserwowano supernową SN 2010kx.